# 考特蘭鎮區 (密歇根州)
考特蘭鎮區（英語：Courtland Township）是位於美國密歇根州肯特縣的一個行政鎮區。

## 地方資料
考特蘭鎮區的面積為93.16平方千米，當中陸地面積為89.87平方千米，而水域面積為3.29平方千米。根據2020年美國人口普查的數據，當地共有人口9005人，而人口密度為每平方千米96.66人。